# Кремпна
Кремпна (пол. Krempna) — село в Польше, находится на территории гмины Кремпна, Ясленского повята, Подкарпатского воеводства. Село является административным центром гмины Кремпна. Здесь находится администрация Магурского национального парка.

## География
Село располагается возле польско-словацкой границе в 26 км от административного центра гмины города Ясло и в 68 км от центра воеводства города Жешува.

## История
В первой половине XV века территория, на котором сегодня находится Кремпна, принадлежала немецкой колонии Krummbach. Село было основано шляхтичем Миколаем Стадницким. До середины XVII века село принадлежало наследникам Миколая Стадницких. В 1663 году половина села стала принадлежать шляхтичу Станиславу Тыменицкому. В конце XVII века село последовательно принадлежало нескольким шляхетским дворам Вишневецким, Радзиваллам и Левицким.
В 1849 году село пережило эпидемию холеры. Повторная эпидемия была в 1873 году.
В 1914 году село насчитывало около 1200 жителей. Во время боёв Первой мировой войны в 1914 году австрийские войска приказали жителям села покинуть свои жилища и укрыться в соседнем селе Жыдовске. В 1915 году село значительно пострадало во время горлицкой военной операции.
7 сентября 1939 года в селе держал оборону против немецких танков польский батальон «Жешув». В октябре 1939 года в селе была установлена украинская администрация, которая с согласия немецких оккупантов ввела в местной школе преподавание на украинском языке. В селе был основан полицейский участок с украинскими полицейскими.
23 апреля 1943 года на сельском кладбище были расстреляны 12 пожилых лемков, цыган и евреев.
13 сентября 1944 года село заняли советские войска. До 1944 года большинство населения села составляли лемки. После того как в 1944 году в окрестностях стал действовать отряд Армии крайовой, часть жителей села была выслана в СССР. Позднее другая часть лемков, проживавших в Кремпне, выехала добровольно на Украину и поселилась возле Львова. К 1947 году из 10 тысяч лемков, проживавших в гмине Кремпна до начала Второй мировой войны, на Украину переехало до 80 % лемков.
В 1973 году Кремпна стала административным центром гмины Кремпна.

## Достопримечательности
- В окрестностях села находится кладбища времён Первой мировой войны (Воинское кладбище № 6  (Кремпна));
- Церковь святых Космы и Дамана, построенная во второй половине XVIII века.